# Nolan Reimold
Nolan Gallagher Reimold (né le 12 octobre 1983 à Greenville, Pennsylvanie, États-Unis) est un voltigeur de baseball qui évolue dans les Ligues majeures de 2009 à 2016, jouant sept de ses huit saisons avec les Orioles de Baltimore.

## Carrière

### Orioles de Baltimore

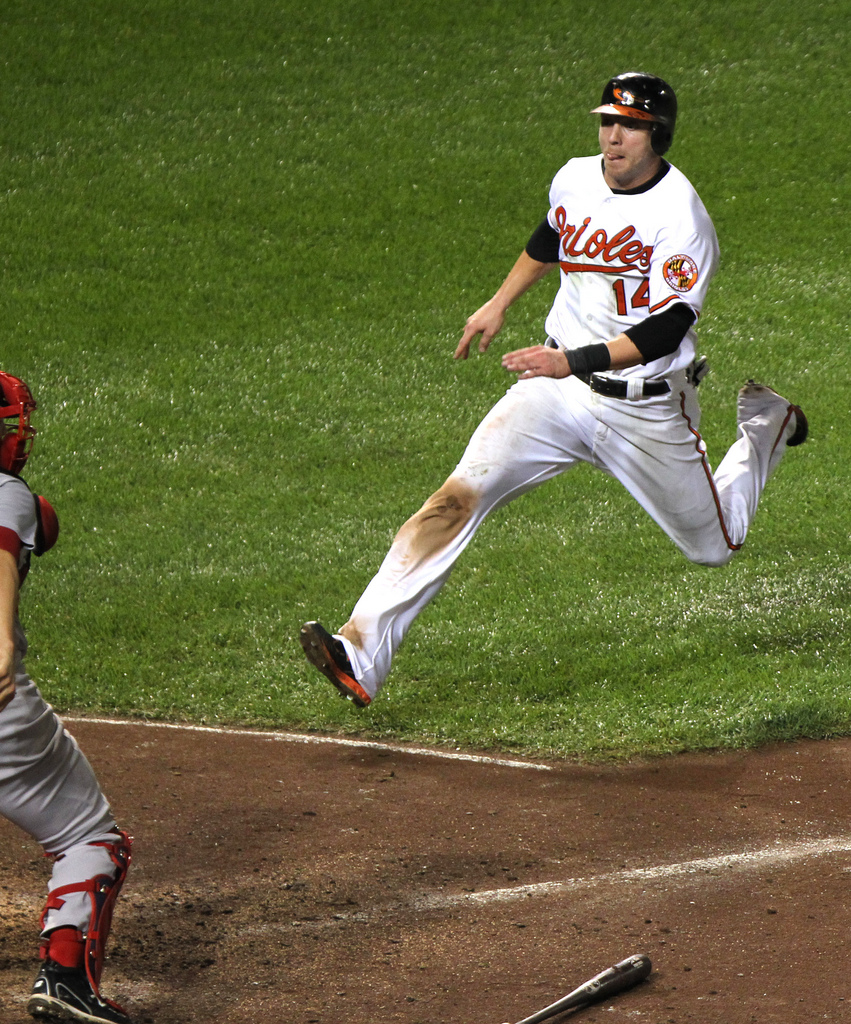
Le 28 septembre 2011, Nolan Reimold marque en fin de 9e manche le point qui procure une victoire aux Orioles et élimine les Red Sox de Boston de la course aux séries éliminatoires, lors du dernier match de la saison 2011.

Après des études secondaires à la Kennedy Catholic High School de Greenville (Pennsylvanie), Nolan Reimold suit des études supérieures à l'Université d'État de Bowling Green où il porte les couleurs des Falcons. Il enregistre une moyenne au bâton de ,329 en 2003 ; ,404 en 2004 puis de ,360 en 2005 et est désigné joueur de l'année 2005 en Mid-American Conference.
Il est repêché le 7 juin 2005 par les Orioles de Baltimore au deuxième tour de sélection. Reimold passe quatre saisons en Ligues mineures avant d'effectuer ses débuts en Ligue majeure le 14 mai 2009. De bonnes prestations au plus haut niveau lui permettent s'évoluer régulièrement dans le champ extérieur, principalement comme champ gauche, avec 88 parties jouées à ce poste sur le 104 disputées en 2009. Il accroche un titre de recrue du mois en Ligue américaine en juin.
L'encadrement des Orioles décide de ménager Reimold en fin de saison en raison de soucis physiques aux tendons d'Achille. Il dispute sa dernière rencontre de l'année le 18 septembre et est opéré peu après.
Après une saison 2010 où il ne dispute que 39 parties et frappe pour une faible moyenne au bâton de ,207, il égale son record personnel de 45 points produits en 2011. Il atteint ce nombre en 87 matchs, alors qu'il lui en avait fallu 17 de plus en 2009. Reimold frappe pour ,247 en 2011 avec 13 circuits.

### Blue Jays de Toronto
Relégué en ligues mineures par les Orioles pour entamer la saison 2014, Reimold est réclamé au ballottage par les Blue Jays de Toronto le 6 juillet. Il dispute 22 matchs pour le club canadien, frappant pour ,212 de moyenne au bâton.

### Diamondbacks de l'Arizona
Le 28 août 2014, Reimold est réclamé au ballottage par les Diamondbacks de l'Arizona. Il réussit 5 coups sûrs en 7 matchs pour sa nouvelle équipe et devient agent libre une fois la saison terminée.

### Retour à Baltimore
Reimold revient chez les Orioles de Baltimore en 2015. Dans un rôle de réserviste, le voltigeur frappe 6 circuits et maintient une moyenne au bâton de ,247 en 61 parties jouées en 2015.

## Statistiques
| Saison | Équipe    | G   | AB  | R  | H   | 2B | 3B | HR | RBI | SB | BA    |
| ------ | --------- | --- | --- | -- | --- | -- | -- | -- | --- | -- | ----- |
| 2009   | Baltimore | 104 | 358 | 49 | 100 | 18 | 2  | 15 | 45  | 8  | 0,279 |
| 2010   | Baltimore | 39  | 116 | 9  | 24  | 5  | 0  | 3  | 14  | 0  | 0,207 |
| Totaux | Totaux    | 143 | 474 | 58 | 124 | 23 | 2  | 18 | 59  | 8  | 0,262 |

Note : G = Matches joués ; AB = Passages au bâton; R = Points ; H = Coups sûrs ; 2B = Doubles ; 3B = Triples ; 
HR = Coup de circuit ; RBI = Points produits ; SB = Buts volés ; BA = Moyenne au bâton.